# Willa przy ulicy Myśliwieckiej 12 w Warszawie
Willa na Myśliwieckiej 12 – willa przy ul. Myśliwieckiej 12 w Warszawie, zbudowana w roku 1923. Projekt wykonał jej pierwszy właściciel, Rudolf Świerczyński.

## Historia
Willę wybudowano w 1923. Zaprojektował ją dla samego siebie znany warszawski architekt, profesor Rudolf Świerczyński, który w domu tym mieszkał i miał swoją pracownię. Jest przykładem szczególnego modernizmu, łączącego w sobie elementy bardzo na owe czasy nowoczesne, na przykład, stalowy balkon w stylu Le Corbusier’a i neogotyckie sklepienia w hallu wejściowym. Willa jest położona w samym centrum Warszawy, przy ulicy Myśliwieckiej, w dzielnicy parków i ambasad. Dom stoi na skarpie wiślanej. Po przeciwnej stronie ulicy jest park.
Spalony podczas II wojny światowej, został odbudowany w 1947. 
W 2007 willa została pieczołowicie odrestaurowana z myślą o luksusowym mini hotelu butikowym. Z zamiłowania botanik, Rudolf Świerczyński założył wokół domu mały ogród botaniczny, w którym wyraźnie zaznaczają się echa współczesnego mu malarstwa. Ogród słynął z dużej ilości tulipanów, róż i niezapominajek. Do dziś przetrwały w nim okazy rzadkich drzew i krzewów.
Dom do dziś jest własnością rodziny Świerczyńskich. 